# World Cup i ishockey 2016

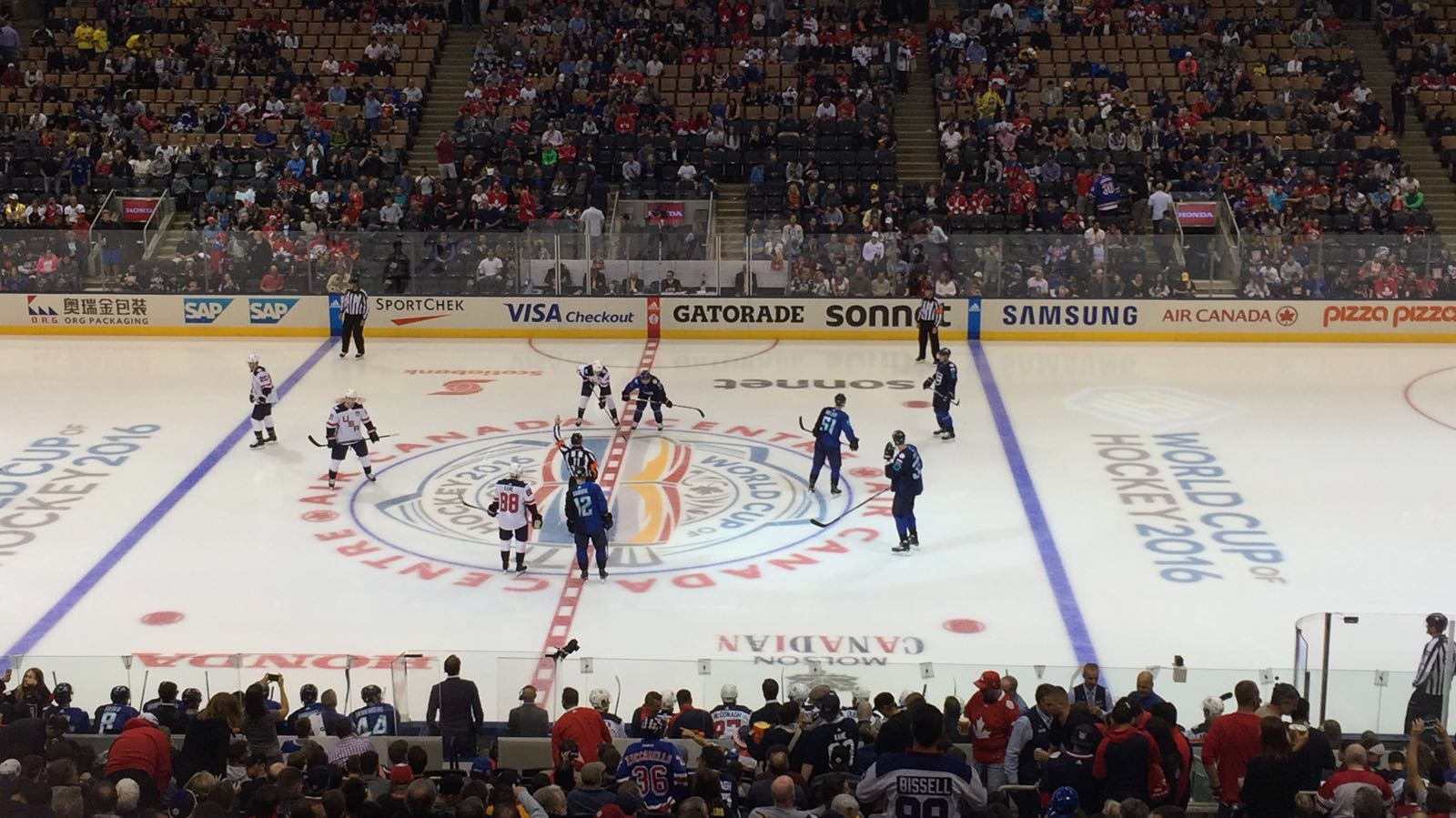
Öppningsmatchen mellan Europa och USA.

World Cup i ishockey 2016 (WCH2016) var en internationell ishockeyturnering. Det var den tredje delen av National Hockey League (NHL)-sanktionerad turnering, 12 år efter det andra World Cup i ishockey 2004. Turneringen påbörjades 17 september och avslutades 29 september 2016.

## Lag
I turneringen deltog sex nationslag: Finland, Kanada, Ryssland, Sverige, Tjeckien och USA. Dessutom deltog två kombinationslag, ett lag med spelare från övriga Europa och ett lag med nordamerikanska U24-spelare från Kanada och USA. Totalt i turneringen spelade åtta lag:
- Kanada (värdnation), med spelare 24 år och över från Kanada
- USA, med spelare 24 år och över från USA
- Ryssland, med spelare från Ryssland
- Sverige, med spelare från Sverige
- Finland, med spelare från Finland
- Tjeckien, med spelare från Tjeckien
- Europa, med spelare från Europa utom Finland, Sverige, Ryssland och Tjeckien (eftersom de var representerade med nationella lag i turneringen) – i truppen ingick spelare från Danmark, Frankrike, Norge, Schweiz, Slovakien, Slovenien, Tyskland och Österrike
- Nordamerika, med spelare 23 år eller yngre från USA och Kanada

### Matchställ
| Kanada | Lag Europa | Tjeckien | USA |
|        |            |          |     |

| Finland | Lag Nordamerika | Ryssland | Sverige |
|         |                 |          |         |

## Arena
| Air Canada Centre Publikkapacitet: 18 819 |
| ----------------------------------------- |
|                                           |
| Toronto, Ontario, Kanada                  |

## Försäsongsturnering (träningsmatcher)
|             | 8 september 2016 | Ryssland                                                                                               | 4 – 3                   | Tjeckien                                                                 | Yubileyny Sports Palace                                                               |                                                                                       |
| 19:30 UTC+3 | 19:30 UTC+3      | (1–1, 2–0, 1–2) Rapport                                                                                | (1–1, 2–0, 1–2) Rapport | (1–1, 2–0, 1–2) Rapport                                                  | Sankt Petersburg, Ryssland · Publik: 6 311 · Domare: · Gord Dwyer · Konstantin Olenin | Sankt Petersburg, Ryssland · Publik: 6 311 · Domare: · Gord Dwyer · Konstantin Olenin |
| 19:30 UTC+3 | 19:30 UTC+3      | Artemij Panarin (19:29) Artemij Panarin (25:22) (PP1) Nikita Kutjerov (28:38) Jevgenij Dadonov (48:48) | Mål                     | (03:54) Michal Kempný (46:48) (PP1) Martin Hanzal (57:13) Tomáš Plekanec | Sankt Petersburg, Ryssland · Publik: 6 311 · Domare: · Gord Dwyer · Konstantin Olenin | Sankt Petersburg, Ryssland · Publik: 6 311 · Domare: · Gord Dwyer · Konstantin Olenin |
| 19:30 UTC+3 | 19:30 UTC+3      | |                         |                                                                          | Sankt Petersburg, Ryssland · Publik: 6 311 · Domare: · Gord Dwyer · Konstantin Olenin | Sankt Petersburg, Ryssland · Publik: 6 311 · Domare: · Gord Dwyer · Konstantin Olenin |
| 19:30 UTC+3 | 19:30 UTC+3      | |                         |                                                                          | Sankt Petersburg, Ryssland · Publik: 6 311 · Domare: · Gord Dwyer · Konstantin Olenin | Sankt Petersburg, Ryssland · Publik: 6 311 · Domare: · Gord Dwyer · Konstantin Olenin |
| 19:30 UTC+3 | 19:30 UTC+3      | |                         |                                                                          | Sankt Petersburg, Ryssland · Publik: 6 311 · Domare: · Gord Dwyer · Konstantin Olenin | Sankt Petersburg, Ryssland · Publik: 6 311 · Domare: · Gord Dwyer · Konstantin Olenin |
| 19:30 UTC+3 | 19:30 UTC+3      | |                         |                                                                          | Sankt Petersburg, Ryssland · Publik: 6 311 · Domare: · Gord Dwyer · Konstantin Olenin | Sankt Petersburg, Ryssland · Publik: 6 311 · Domare: · Gord Dwyer · Konstantin Olenin |

|             | 8 september 2016 | Finland                                                                         | 00003 – 2 (e.fl.)            | Sverige                                      | Hartwall Arena                                                                 |                                                                                |
| 19:00 UTC+3 | 19:00 UTC+3      | (0–0, 1–1, 1–1, 1–0) Rapport                                                    | (0–0, 1–1, 1–1, 1–0) Rapport | (0–0, 1–1, 1–1, 1–0) Rapport                 | Helsingfors, Finland · Publik: 11 634 · Domare: · Eric Furlatt · Anssi Salonen | Helsingfors, Finland · Publik: 11 634 · Domare: · Eric Furlatt · Anssi Salonen |
| 19:00 UTC+3 | 19:00 UTC+3      | Aleksandr Barkov, Jr. (34:40) (PP1) Mikael Granlund (55:01) Olli Määttä (64:17) | Mål                          | (35:29) Loui Eriksson (49:42) Carl Söderberg | Helsingfors, Finland · Publik: 11 634 · Domare: · Eric Furlatt · Anssi Salonen | Helsingfors, Finland · Publik: 11 634 · Domare: · Eric Furlatt · Anssi Salonen |
| 19:00 UTC+3 | 19:00 UTC+3      |                                                                                 |                              |                                              | Helsingfors, Finland · Publik: 11 634 · Domare: · Eric Furlatt · Anssi Salonen | Helsingfors, Finland · Publik: 11 634 · Domare: · Eric Furlatt · Anssi Salonen |
| 19:00 UTC+3 | 19:00 UTC+3      |                                                                                 |                              |                                              | Helsingfors, Finland · Publik: 11 634 · Domare: · Eric Furlatt · Anssi Salonen | Helsingfors, Finland · Publik: 11 634 · Domare: · Eric Furlatt · Anssi Salonen |
| 19:00 UTC+3 | 19:00 UTC+3      |                                                                                 |                              |                                              | Helsingfors, Finland · Publik: 11 634 · Domare: · Eric Furlatt · Anssi Salonen | Helsingfors, Finland · Publik: 11 634 · Domare: · Eric Furlatt · Anssi Salonen |
| 19:00 UTC+3 | 19:00 UTC+3      |                                                                                 |                              |                                              | Helsingfors, Finland · Publik: 11 634 · Domare: · Eric Furlatt · Anssi Salonen | Helsingfors, Finland · Publik: 11 634 · Domare: · Eric Furlatt · Anssi Salonen |

|             | 8 september 2016 | Nordamerika | 4 – 0                   | Europa                  | Centre Vidéotron                                                                  |                                                                                   |
| 20:00 UTC−4 | 20:00 UTC−4      | (0–0, 3–0, 1–0) Rapport                                                                                            | (0–0, 3–0, 1–0) Rapport | (0–0, 3–0, 1–0) Rapport | Québec, Québec, Kanada · Publik: 18 005 · Domare: · Wes McCauley · Dan O'Halloran | Québec, Québec, Kanada · Publik: 18 005 · Domare: · Wes McCauley · Dan O'Halloran |
| 20:00 UTC−4 | 20:00 UTC−4      | Nathan MacKinnon (23:52) (PP1) Ryan Nugent-Hopkins (26:22) Johnny Gaudreau (28:34) Nathan MacKinnon (52:52) (str.) | Mål                     |                         | Québec, Québec, Kanada · Publik: 18 005 · Domare: · Wes McCauley · Dan O'Halloran | Québec, Québec, Kanada · Publik: 18 005 · Domare: · Wes McCauley · Dan O'Halloran |
| 20:00 UTC−4 | 20:00 UTC−4      | |                         |                         | Québec, Québec, Kanada · Publik: 18 005 · Domare: · Wes McCauley · Dan O'Halloran | Québec, Québec, Kanada · Publik: 18 005 · Domare: · Wes McCauley · Dan O'Halloran |
| 20:00 UTC−4 | 20:00 UTC−4      | |                         |                         | Québec, Québec, Kanada · Publik: 18 005 · Domare: · Wes McCauley · Dan O'Halloran | Québec, Québec, Kanada · Publik: 18 005 · Domare: · Wes McCauley · Dan O'Halloran |
| 20:00 UTC−4 | 20:00 UTC−4      | |                         |                         | Québec, Québec, Kanada · Publik: 18 005 · Domare: · Wes McCauley · Dan O'Halloran | Québec, Québec, Kanada · Publik: 18 005 · Domare: · Wes McCauley · Dan O'Halloran |
| 20:00 UTC−4 | 20:00 UTC−4      | |                         |                         | Québec, Québec, Kanada · Publik: 18 005 · Domare: · Wes McCauley · Dan O'Halloran | Québec, Québec, Kanada · Publik: 18 005 · Domare: · Wes McCauley · Dan O'Halloran |

|             | 9 september 2016 | USA                                                                                | 4 – 2                   | Kanada                                        | Nationwide Arena                                                                 |                                                                                  |
| 19:00 UTC−4 | 19:00 UTC−4      | (2–0, 1–1, 1–1) Rapport                                                            | (2–0, 1–1, 1–1) Rapport | (2–0, 1–1, 1–1) Rapport                       | Columbus, Ohio, USA · Publik: 17 791 · Domare: · Dan O'Rourke · Kelly Sutherland | Columbus, Ohio, USA · Publik: 17 791 · Domare: · Dan O'Rourke · Kelly Sutherland |
| 19:00 UTC−4 | 19:00 UTC−4      | Zach Parise (16:56) Patrick Kane (18:01) Joe Pavelski (35:54) Derek Stepan (58:39) | Mål                     | (33:24) Patrice Bergeron (45:21) Drew Doughty | Columbus, Ohio, USA · Publik: 17 791 · Domare: · Dan O'Rourke · Kelly Sutherland | Columbus, Ohio, USA · Publik: 17 791 · Domare: · Dan O'Rourke · Kelly Sutherland |
| 19:00 UTC−4 | 19:00 UTC−4      |                                                                                    |                         |                                               | Columbus, Ohio, USA · Publik: 17 791 · Domare: · Dan O'Rourke · Kelly Sutherland | Columbus, Ohio, USA · Publik: 17 791 · Domare: · Dan O'Rourke · Kelly Sutherland |
| 19:00 UTC−4 | 19:00 UTC−4      |                                                                                    |                         |                                               | Columbus, Ohio, USA · Publik: 17 791 · Domare: · Dan O'Rourke · Kelly Sutherland | Columbus, Ohio, USA · Publik: 17 791 · Domare: · Dan O'Rourke · Kelly Sutherland |
| 19:00 UTC−4 | 19:00 UTC−4      |                                                                                    |                         |                                               | Columbus, Ohio, USA · Publik: 17 791 · Domare: · Dan O'Rourke · Kelly Sutherland | Columbus, Ohio, USA · Publik: 17 791 · Domare: · Dan O'Rourke · Kelly Sutherland |
| 19:00 UTC−4 | 19:00 UTC−4      |                                                                                    |                         |                                               | Columbus, Ohio, USA · Publik: 17 791 · Domare: · Dan O'Rourke · Kelly Sutherland | Columbus, Ohio, USA · Publik: 17 791 · Domare: · Dan O'Rourke · Kelly Sutherland |

|             | 10 september 2016 | Tjeckien                                     | 00002 – 1 (e.str.)           | Ryssland                                               | O2 Arena                                                            |                                                                     |
| 16:30 UTC+2 | 16:30 UTC+2       | (0–0, 0–0, 1–1, 0–0) Rapport                 | (0–0, 0–0, 1–1, 0–0) Rapport | (0–0, 0–0, 1–1, 0–0) Rapport                           | Prag, Tjeckien · Publik: 13 848 · Domare: · Gord Dwyer · Jan Hribik | Prag, Tjeckien · Publik: 13 848 · Domare: · Gord Dwyer · Jan Hribik |
| 16:30 UTC+2 | 16:30 UTC+2       | Tomáš Plekanec (58:49)                       | Mål                          | (41:04) Nikita Kutjerov                                | Prag, Tjeckien · Publik: 13 848 · Domare: · Gord Dwyer · Jan Hribik | Prag, Tjeckien · Publik: 13 848 · Domare: · Gord Dwyer · Jan Hribik |
| 16:30 UTC+2 | 16:30 UTC+2       |                                              |                              |                                                        | Prag, Tjeckien · Publik: 13 848 · Domare: · Gord Dwyer · Jan Hribik | Prag, Tjeckien · Publik: 13 848 · Domare: · Gord Dwyer · Jan Hribik |
| 16:30 UTC+2 | 16:30 UTC+2       |                                              |                              |                                                        | Prag, Tjeckien · Publik: 13 848 · Domare: · Gord Dwyer · Jan Hribik | Prag, Tjeckien · Publik: 13 848 · Domare: · Gord Dwyer · Jan Hribik |
| 16:30 UTC+2 | 16:30 UTC+2       |                                              |                              |                                                        | Prag, Tjeckien · Publik: 13 848 · Domare: · Gord Dwyer · Jan Hribik | Prag, Tjeckien · Publik: 13 848 · Domare: · Gord Dwyer · Jan Hribik |
| 16:30 UTC+2 | 16:30 UTC+2       | David Pastrňák · Jakub Voráček · Aleš Hemský |                              | Artemij Panarin · Vladimir Tarasenko · Nikita Kutjerov | Prag, Tjeckien · Publik: 13 848 · Domare: · Gord Dwyer · Jan Hribik | Prag, Tjeckien · Publik: 13 848 · Domare: · Gord Dwyer · Jan Hribik |

|             | 10 september 2016 | Sverige | 6 – 3                   | Finland                                                                 | Scandinavium                                                               |                                                                            |
| 18:00 UTC+2 | 18:00 UTC+2       | (2–0, 1–2, 3–1) Rapport | (2–0, 1–2, 3–1) Rapport | (2–0, 1–2, 3–1) Rapport                                                 | Göteborg, Sverige · Publik: 12 044 · Domare: · Eric Furlatt · Tobias Björk | Göteborg, Sverige · Publik: 12 044 · Domare: · Eric Furlatt · Tobias Björk |
| 18:00 UTC+2 | 18:00 UTC+2       | Loui Eriksson (08:56) Loui Eriksson (18:06) (PP1) Patric Hörnqvist (33:55) Nicklas Bäckström (51:54) Patric Hörnqvist (54:45) Filip Forsberg (57:53) | Mål                     | (36:53) (PP1) Rasmus Ristolainen (39:58) Mikko Koivu (56:34) Erik Haula | Göteborg, Sverige · Publik: 12 044 · Domare: · Eric Furlatt · Tobias Björk | Göteborg, Sverige · Publik: 12 044 · Domare: · Eric Furlatt · Tobias Björk |
| 18:00 UTC+2 | 18:00 UTC+2       | |                         |                                                                         | Göteborg, Sverige · Publik: 12 044 · Domare: · Eric Furlatt · Tobias Björk | Göteborg, Sverige · Publik: 12 044 · Domare: · Eric Furlatt · Tobias Björk |
| 18:00 UTC+2 | 18:00 UTC+2       | |                         |                                                                         | Göteborg, Sverige · Publik: 12 044 · Domare: · Eric Furlatt · Tobias Björk | Göteborg, Sverige · Publik: 12 044 · Domare: · Eric Furlatt · Tobias Björk |
| 18:00 UTC+2 | 18:00 UTC+2       | |                         |                                                                         | Göteborg, Sverige · Publik: 12 044 · Domare: · Eric Furlatt · Tobias Björk | Göteborg, Sverige · Publik: 12 044 · Domare: · Eric Furlatt · Tobias Björk |
| 18:00 UTC+2 | 18:00 UTC+2       | |                         |                                                                         | Göteborg, Sverige · Publik: 12 044 · Domare: · Eric Furlatt · Tobias Björk | Göteborg, Sverige · Publik: 12 044 · Domare: · Eric Furlatt · Tobias Björk |

|             | 10 september 2016 | Kanada | 5 – 2                   | USA                                              | Canadian Tire Centre                                                          |                                                                               |
| 19:00 UTC−4 | 19:00 UTC−4       | (3–1, 1–1, 1–0) Rapport | (3–1, 1–1, 1–0) Rapport | (3–1, 1–1, 1–0) Rapport                          | Ottawa, Ontario, Kanada · Publik: 17 791 · Domare: · Wes McCauley · Chris Lee | Ottawa, Ontario, Kanada · Publik: 17 791 · Domare: · Wes McCauley · Chris Lee |
| 19:00 UTC−4 | 19:00 UTC−4       | Logan Couture (11:15) (PP1) John Tavares (13:25) (PP1) Jay Bouwmeester (15:38) Matt Duchene (32:11) John Tavares (48:01) (PP1) | Mål                     | (16:35) Ryan McDonagh (20:38) (PP1) John Carlson | Ottawa, Ontario, Kanada · Publik: 17 791 · Domare: · Wes McCauley · Chris Lee | Ottawa, Ontario, Kanada · Publik: 17 791 · Domare: · Wes McCauley · Chris Lee |
| 19:00 UTC−4 | 19:00 UTC−4       | |                         |                                                  | Ottawa, Ontario, Kanada · Publik: 17 791 · Domare: · Wes McCauley · Chris Lee | Ottawa, Ontario, Kanada · Publik: 17 791 · Domare: · Wes McCauley · Chris Lee |
| 19:00 UTC−4 | 19:00 UTC−4       | |                         |                                                  | Ottawa, Ontario, Kanada · Publik: 17 791 · Domare: · Wes McCauley · Chris Lee | Ottawa, Ontario, Kanada · Publik: 17 791 · Domare: · Wes McCauley · Chris Lee |
| 19:00 UTC−4 | 19:00 UTC−4       | |                         |                                                  | Ottawa, Ontario, Kanada · Publik: 17 791 · Domare: · Wes McCauley · Chris Lee | Ottawa, Ontario, Kanada · Publik: 17 791 · Domare: · Wes McCauley · Chris Lee |
| 19:00 UTC−4 | 19:00 UTC−4       | |                         |                                                  | Ottawa, Ontario, Kanada · Publik: 17 791 · Domare: · Wes McCauley · Chris Lee | Ottawa, Ontario, Kanada · Publik: 17 791 · Domare: · Wes McCauley · Chris Lee |

|             | 11 september 2016 | Nordamerika | 7 – 4                   | Europa                                                                                              | Centre Bell                                                                           |                                                                                       |
| 15:30 UTC−4 | 15:30 UTC−4       | (5–1, 0–2, 2–1) Rapport | (5–1, 0–2, 2–1) Rapport | (5–1, 0–2, 2–1) Rapport                                                                             | Montréal, Québec, Kanada · Publik: 17 243 · Domare: · Kelly Sutherland · Dan O'Rourke | Montréal, Québec, Kanada · Publik: 17 243 · Domare: · Kelly Sutherland · Dan O'Rourke |
| 15:30 UTC−4 | 15:30 UTC−4       | Aaron Ekblad (05:20) Dylan Larkin (06:27) Aaron Ekblad (07:19) Morgan Rielly (10:22) Johnny Gaudreau (15:54) Johnny Gaudreau (51:29) Dylan Larkin (59:46) | Mål                     | (8:55) Pierre-Édouard Bellemare (24:50) Marián Gáborík (39:14) Marián Gáborík (48:17) Frans Nielsen | Montréal, Québec, Kanada · Publik: 17 243 · Domare: · Kelly Sutherland · Dan O'Rourke | Montréal, Québec, Kanada · Publik: 17 243 · Domare: · Kelly Sutherland · Dan O'Rourke |
| 15:30 UTC−4 | 15:30 UTC−4       | |                         | | Montréal, Québec, Kanada · Publik: 17 243 · Domare: · Kelly Sutherland · Dan O'Rourke | Montréal, Québec, Kanada · Publik: 17 243 · Domare: · Kelly Sutherland · Dan O'Rourke |
| 15:30 UTC−4 | 15:30 UTC−4       | |                         | | Montréal, Québec, Kanada · Publik: 17 243 · Domare: · Kelly Sutherland · Dan O'Rourke | Montréal, Québec, Kanada · Publik: 17 243 · Domare: · Kelly Sutherland · Dan O'Rourke |
| 15:30 UTC−4 | 15:30 UTC−4       | |                         | | Montréal, Québec, Kanada · Publik: 17 243 · Domare: · Kelly Sutherland · Dan O'Rourke | Montréal, Québec, Kanada · Publik: 17 243 · Domare: · Kelly Sutherland · Dan O'Rourke |
| 15:30 UTC−4 | 15:30 UTC−4       | |                         | | Montréal, Québec, Kanada · Publik: 17 243 · Domare: · Kelly Sutherland · Dan O'Rourke | Montréal, Québec, Kanada · Publik: 17 243 · Domare: · Kelly Sutherland · Dan O'Rourke |

|             | 13 september 2016 | USA                                                         | 3 – 2                   | Finland                                          | Verizon Center                                                              |                                                                             |
| 19:00 UTC−4 | 19:00 UTC−4       | (1–0, 2–0, 0–2) Rapport                                     | (1–0, 2–0, 0–2) Rapport | (1–0, 2–0, 0–2) Rapport                          | Washington, D.C., USA · Publik: 15 653 · Domare: · Dan O'Rourke · Chris Lee | Washington, D.C., USA · Publik: 15 653 · Domare: · Dan O'Rourke · Chris Lee |
| 19:00 UTC−4 | 19:00 UTC−4       | T.J. Oshie (01:08) Ryan Kesler (23:37) Derek Stepan (25:34) | Mål                     | (51:22) (PP1) Patrik Laine (55:27) Jussi Jokinen | Washington, D.C., USA · Publik: 15 653 · Domare: · Dan O'Rourke · Chris Lee | Washington, D.C., USA · Publik: 15 653 · Domare: · Dan O'Rourke · Chris Lee |
| 19:00 UTC−4 | 19:00 UTC−4       |                                                             |                         |                                                  | Washington, D.C., USA · Publik: 15 653 · Domare: · Dan O'Rourke · Chris Lee | Washington, D.C., USA · Publik: 15 653 · Domare: · Dan O'Rourke · Chris Lee |
| 19:00 UTC−4 | 19:00 UTC−4       |                                                             |                         |                                                  | Washington, D.C., USA · Publik: 15 653 · Domare: · Dan O'Rourke · Chris Lee | Washington, D.C., USA · Publik: 15 653 · Domare: · Dan O'Rourke · Chris Lee |
| 19:00 UTC−4 | 19:00 UTC−4       |                                                             |                         |                                                  | Washington, D.C., USA · Publik: 15 653 · Domare: · Dan O'Rourke · Chris Lee | Washington, D.C., USA · Publik: 15 653 · Domare: · Dan O'Rourke · Chris Lee |
| 19:00 UTC−4 | 19:00 UTC−4       |                                                             |                         |                                                  | Washington, D.C., USA · Publik: 15 653 · Domare: · Dan O'Rourke · Chris Lee | Washington, D.C., USA · Publik: 15 653 · Domare: · Dan O'Rourke · Chris Lee |

|             | 14 september 2016 | Nordamerika                                               | 2 – 3                   | Tjeckien                                                              | Consol Energy Center                                                  |                                                                       |
| 15:30 UTC−4 | 15:30 UTC−4       | (0–1, 0–0, 2–2) Rapport                                   | (0–1, 0–0, 2–2) Rapport | (0–1, 0–0, 2–2) Rapport                                               | Pittsburgh, Pennsylvania, USA · Domare: · Eric Furlatt · Wes McCauley | Pittsburgh, Pennsylvania, USA · Domare: · Eric Furlatt · Wes McCauley |
| 15:30 UTC−4 | 15:30 UTC−4       | Shayne Gostisbehere (48:58) Auston Matthews (50:57) (PP1) | Mål                     | (10:08) (PP1) Ondřej Palát (47:16) Radek Faksa (51:50) Tomáš Plekanec | Pittsburgh, Pennsylvania, USA · Domare: · Eric Furlatt · Wes McCauley | Pittsburgh, Pennsylvania, USA · Domare: · Eric Furlatt · Wes McCauley |
| 15:30 UTC−4 | 15:30 UTC−4       |                                                           |                         |                                                                       | Pittsburgh, Pennsylvania, USA · Domare: · Eric Furlatt · Wes McCauley | Pittsburgh, Pennsylvania, USA · Domare: · Eric Furlatt · Wes McCauley |
| 15:30 UTC−4 | 15:30 UTC−4       |                                                           |                         |                                                                       | Pittsburgh, Pennsylvania, USA · Domare: · Eric Furlatt · Wes McCauley | Pittsburgh, Pennsylvania, USA · Domare: · Eric Furlatt · Wes McCauley |
| 15:30 UTC−4 | 15:30 UTC−4       |                                                           |                         |                                                                       | Pittsburgh, Pennsylvania, USA · Domare: · Eric Furlatt · Wes McCauley | Pittsburgh, Pennsylvania, USA · Domare: · Eric Furlatt · Wes McCauley |
| 15:30 UTC−4 | 15:30 UTC−4       |                                                           |                         |                                                                       | Pittsburgh, Pennsylvania, USA · Domare: · Eric Furlatt · Wes McCauley | Pittsburgh, Pennsylvania, USA · Domare: · Eric Furlatt · Wes McCauley |

|             | 14 september 2016 | Europa | 6 – 2                   | Sverige                                             | Verizon Center                                                                  |                                                                                 |
| 19:00 UTC−4 | 19:00 UTC−4       | (1–0, 2–1, 3–1) Rapport | (1–0, 2–1, 3–1) Rapport | (1–0, 2–1, 3–1) Rapport                             | Washington, D.C., USA · Publik: 13 523 · Domare: · Kelly Sutherland · Chris Lee | Washington, D.C., USA · Publik: 13 523 · Domare: · Kelly Sutherland · Chris Lee |
| 19:00 UTC−4 | 19:00 UTC−4       | Leon Draisaitl (08:53) Tomáš Tatar (22:48) (PP1) Leon Draisaitl (34:31) Thomas Vanek (45:01) Leon Draisaitl (46:46) Anže Kopitar (59:28) | Mål                     | (37:07) (PP1) Daniel Sedin (55:09) Patric Hörnqvist | Washington, D.C., USA · Publik: 13 523 · Domare: · Kelly Sutherland · Chris Lee | Washington, D.C., USA · Publik: 13 523 · Domare: · Kelly Sutherland · Chris Lee |
| 19:00 UTC−4 | 19:00 UTC−4       | |                         |                                                     | Washington, D.C., USA · Publik: 13 523 · Domare: · Kelly Sutherland · Chris Lee | Washington, D.C., USA · Publik: 13 523 · Domare: · Kelly Sutherland · Chris Lee |
| 19:00 UTC−4 | 19:00 UTC−4       | |                         |                                                     | Washington, D.C., USA · Publik: 13 523 · Domare: · Kelly Sutherland · Chris Lee | Washington, D.C., USA · Publik: 13 523 · Domare: · Kelly Sutherland · Chris Lee |
| 19:00 UTC−4 | 19:00 UTC−4       | |                         |                                                     | Washington, D.C., USA · Publik: 13 523 · Domare: · Kelly Sutherland · Chris Lee | Washington, D.C., USA · Publik: 13 523 · Domare: · Kelly Sutherland · Chris Lee |
| 19:00 UTC−4 | 19:00 UTC−4       | |                         |                                                     | Washington, D.C., USA · Publik: 13 523 · Domare: · Kelly Sutherland · Chris Lee | Washington, D.C., USA · Publik: 13 523 · Domare: · Kelly Sutherland · Chris Lee |

|             | 14 september 2016 | Kanada                                                             | 00003 – 2 (e.fl.)            | Ryssland                                                | Consol Energy Center                                                                   |                                                                                        |
| 19:30 UTC−4 | 19:30 UTC−4       | (1–0, 0–0, 1–2, 1–0) Rapport                                       | (1–0, 0–0, 1–2, 1–0) Rapport | (1–0, 0–0, 1–2, 1–0) Rapport                            | Pittsburgh, Pennsylvania, USA · Publik: 12 332 · Domare: · Dan O'Halloran · Gord Dwyer | Pittsburgh, Pennsylvania, USA · Publik: 12 332 · Domare: · Dan O'Halloran · Gord Dwyer |
| 19:30 UTC−4 | 19:30 UTC−4       | Patrice Bergeron (08:49) John Tavares (53:58) Ryan Getzlaf (63:29) | Mål                          | (43:40) (PP1) Aleksandr Ovetjkin (47:25) Artemi Panarin | Pittsburgh, Pennsylvania, USA · Publik: 12 332 · Domare: · Dan O'Halloran · Gord Dwyer | Pittsburgh, Pennsylvania, USA · Publik: 12 332 · Domare: · Dan O'Halloran · Gord Dwyer |
| 19:30 UTC−4 | 19:30 UTC−4       |                                                                    |                              |                                                         | Pittsburgh, Pennsylvania, USA · Publik: 12 332 · Domare: · Dan O'Halloran · Gord Dwyer | Pittsburgh, Pennsylvania, USA · Publik: 12 332 · Domare: · Dan O'Halloran · Gord Dwyer |
| 19:30 UTC−4 | 19:30 UTC−4       |                                                                    |                              |                                                         | Pittsburgh, Pennsylvania, USA · Publik: 12 332 · Domare: · Dan O'Halloran · Gord Dwyer | Pittsburgh, Pennsylvania, USA · Publik: 12 332 · Domare: · Dan O'Halloran · Gord Dwyer |
| 19:30 UTC−4 | 19:30 UTC−4       |                                                                    |                              |                                                         | Pittsburgh, Pennsylvania, USA · Publik: 12 332 · Domare: · Dan O'Halloran · Gord Dwyer | Pittsburgh, Pennsylvania, USA · Publik: 12 332 · Domare: · Dan O'Halloran · Gord Dwyer |
| 19:30 UTC−4 | 19:30 UTC−4       |                                                                    |                              |                                                         | Pittsburgh, Pennsylvania, USA · Publik: 12 332 · Domare: · Dan O'Halloran · Gord Dwyer | Pittsburgh, Pennsylvania, USA · Publik: 12 332 · Domare: · Dan O'Halloran · Gord Dwyer |

## Format
De åtta lagen delades upp i två grupper om fyra lag, där alla mötte alla. De två bästa lagen i varje grupp gick vidare till semifinal. Semifinalerna spelades i vardera en match och vinnarna gick vidare till finalen, som spelades bäst av tre matcher.
World Cup i ishockey 2016 spelades på en rink med NHL-mått, med NHL-regler och dömdes av NHL-domare.

## Spelartrupper
Preliminära trupper till World Cup i Ishockey 2016 offentliggjordes den 2 mars 2016. De åtta deltagande lagen nominerade 16 spelare. Lagen kompletterades den 1 juni 2016 med ytterligare sju spelare och bildade därmed de slutgiltiga 23-mannatrupperna.

## Gruppspel[1]
Poängberäkningen under gruppspelet var likadan som i NHL. Det vill säga att vinnande lag fick två poäng oavsett om det skedde under ordinarie tid, övertid eller straffar. Förlust vid övertid eller straffar gav en poäng, medan förlust på ordinarie tid gav noll poäng. Om två lag har samma poäng avgjorde inbördes möte placering. Om tre eller fyra lag hade samma poäng avgjordes placering enligt följande kriterier:
1. Antal vinster under ordinarie tid plus övertid; ej straffar
2. Antal vinster under ordinarie tid
3. Målskillnad
4. Gjorda mål
5. Målskillnad i möten mellan berörda lag
6. Gjorda mål i möten mellan berörda lag

Alla tider är lokala Eastern Standard Time (UTC−04:00).
| Förklaring            |
| --------------------- |
| Vidare till semifinal |
| Utslagna              |

### Grupp A
|          | S | V | F | ÖF | ROW | RW | GM | IM | P |
| -------- | - | - | - | -- | --- | -- | -- | -- | - |
| Kanada   | 3 | 3 | 0 | 0  | 3   | 3  | 14 | 3  | 6 |
| Europa   | 3 | 2 | 1 | 0  | 2   | 1  | 7  | 6  | 4 |
| Tjeckien | 3 | 1 | 1 | 1  | 1   | 1  | 6  | 12 | 3 |
| USA      | 3 | 0 | 3 | 0  | 0   | 0  | 5  | 11 | 0 |

#### Matcher
|             | 17 september 2016 | Europa                                                                         | 3 – 0                   | USA                     | Air Canada Centre                                                                   |                                                                                     |
| 15:30 UTC−4 | 15:30 UTC−4       | (1–0, 2–0, 0–0) Rapport                                                        | (1–0, 2–0, 0–0) Rapport | (1–0, 2–0, 0–0) Rapport | Toronto, Ontario, Kanada · Publik: 18 959 · Domare: · Kelly Sutherland · Gord Dwyer | Toronto, Ontario, Kanada · Publik: 18 959 · Domare: · Kelly Sutherland · Gord Dwyer |
| 15:30 UTC−4 | 15:30 UTC−4       | Marián Gáborík (04:19) Leon Draisaitl (24:02) Pierre-Édouard Bellemare (38:32) | Mål                     |                         | Toronto, Ontario, Kanada · Publik: 18 959 · Domare: · Kelly Sutherland · Gord Dwyer | Toronto, Ontario, Kanada · Publik: 18 959 · Domare: · Kelly Sutherland · Gord Dwyer |
| 15:30 UTC−4 | 15:30 UTC−4       |                                                                                |                         |                         | Toronto, Ontario, Kanada · Publik: 18 959 · Domare: · Kelly Sutherland · Gord Dwyer | Toronto, Ontario, Kanada · Publik: 18 959 · Domare: · Kelly Sutherland · Gord Dwyer |
| 15:30 UTC−4 | 15:30 UTC−4       |                                                                                |                         |                         | Toronto, Ontario, Kanada · Publik: 18 959 · Domare: · Kelly Sutherland · Gord Dwyer | Toronto, Ontario, Kanada · Publik: 18 959 · Domare: · Kelly Sutherland · Gord Dwyer |
| 15:30 UTC−4 | 15:30 UTC−4       |                                                                                |                         |                         | Toronto, Ontario, Kanada · Publik: 18 959 · Domare: · Kelly Sutherland · Gord Dwyer | Toronto, Ontario, Kanada · Publik: 18 959 · Domare: · Kelly Sutherland · Gord Dwyer |
| 15:30 UTC−4 | 15:30 UTC−4       |                                                                                |                         |                         | Toronto, Ontario, Kanada · Publik: 18 959 · Domare: · Kelly Sutherland · Gord Dwyer | Toronto, Ontario, Kanada · Publik: 18 959 · Domare: · Kelly Sutherland · Gord Dwyer |

|             | 17 september 2016 | Kanada | 6 – 0                   | Tjeckien                | Air Canada Centre                                                              |                                                                                |
| 20:00 UTC−4 | 20:00 UTC−4       | (3–0, 2–0, 1–0) Rapport | (3–0, 2–0, 1–0) Rapport | (3–0, 2–0, 1–0) Rapport | Toronto, Ontario, Kanada · Publik: 18 978 · Domare: · Eric Furlatt · Chris Lee | Toronto, Ontario, Kanada · Publik: 18 978 · Domare: · Eric Furlatt · Chris Lee |
| 20:00 UTC−4 | 20:00 UTC−4       | Sidney Crosby (08:26) Brad Marchand (17:08) Patrice Bergeron (19:59) Joe Thornton (27:22) Jonathan Toews (34:45) (PP1) Alex Pietrangelo (52:41) (PP1) | Mål                     |                         | Toronto, Ontario, Kanada · Publik: 18 978 · Domare: · Eric Furlatt · Chris Lee | Toronto, Ontario, Kanada · Publik: 18 978 · Domare: · Eric Furlatt · Chris Lee |
| 20:00 UTC−4 | 20:00 UTC−4       | |                         |                         | Toronto, Ontario, Kanada · Publik: 18 978 · Domare: · Eric Furlatt · Chris Lee | Toronto, Ontario, Kanada · Publik: 18 978 · Domare: · Eric Furlatt · Chris Lee |
| 20:00 UTC−4 | 20:00 UTC−4       | |                         |                         | Toronto, Ontario, Kanada · Publik: 18 978 · Domare: · Eric Furlatt · Chris Lee | Toronto, Ontario, Kanada · Publik: 18 978 · Domare: · Eric Furlatt · Chris Lee |
| 20:00 UTC−4 | 20:00 UTC−4       | |                         |                         | Toronto, Ontario, Kanada · Publik: 18 978 · Domare: · Eric Furlatt · Chris Lee | Toronto, Ontario, Kanada · Publik: 18 978 · Domare: · Eric Furlatt · Chris Lee |
| 20:00 UTC−4 | 20:00 UTC−4       | |                         |                         | Toronto, Ontario, Kanada · Publik: 18 978 · Domare: · Eric Furlatt · Chris Lee | Toronto, Ontario, Kanada · Publik: 18 978 · Domare: · Eric Furlatt · Chris Lee |

|             | 19 september 2016 | Tjeckien                                          | 00002 – 3 (e.fl.)            | Europa                                                                   | Air Canada Centre                                                                    |                                                                                      |
| 15:00 UTC−4 | 15:00 UTC−4       | (0–0, 1–1, 1–1, 0–1) Rapport                      | (0–0, 1–1, 1–1, 0–1) Rapport | (0–0, 1–1, 1–1, 0–1) Rapport                                             | Toronto, Ontario, Kanada · Publik: 8 574 · Domare: · Eric Furlatt · Kelly Sutherland | Toronto, Ontario, Kanada · Publik: 8 574 · Domare: · Eric Furlatt · Kelly Sutherland |
| 15:00 UTC−4 | 15:00 UTC−4       | Jakub Voráček (33:28) Martin Hanzal (48:31) (PP1) | Mål                          | (30:04) Zdeno Chára (42:17) Mats Zuccarello Aasen (62:06) Leon Draisaitl | Toronto, Ontario, Kanada · Publik: 8 574 · Domare: · Eric Furlatt · Kelly Sutherland | Toronto, Ontario, Kanada · Publik: 8 574 · Domare: · Eric Furlatt · Kelly Sutherland |
| 15:00 UTC−4 | 15:00 UTC−4       |                                                   |                              |                                                                          | Toronto, Ontario, Kanada · Publik: 8 574 · Domare: · Eric Furlatt · Kelly Sutherland | Toronto, Ontario, Kanada · Publik: 8 574 · Domare: · Eric Furlatt · Kelly Sutherland |
| 15:00 UTC−4 | 15:00 UTC−4       |                                                   |                              |                                                                          | Toronto, Ontario, Kanada · Publik: 8 574 · Domare: · Eric Furlatt · Kelly Sutherland | Toronto, Ontario, Kanada · Publik: 8 574 · Domare: · Eric Furlatt · Kelly Sutherland |
| 15:00 UTC−4 | 15:00 UTC−4       |                                                   |                              |                                                                          | Toronto, Ontario, Kanada · Publik: 8 574 · Domare: · Eric Furlatt · Kelly Sutherland | Toronto, Ontario, Kanada · Publik: 8 574 · Domare: · Eric Furlatt · Kelly Sutherland |
| 15:00 UTC−4 | 15:00 UTC−4       |                                                   |                              |                                                                          | Toronto, Ontario, Kanada · Publik: 8 574 · Domare: · Eric Furlatt · Kelly Sutherland | Toronto, Ontario, Kanada · Publik: 8 574 · Domare: · Eric Furlatt · Kelly Sutherland |

|             | 20 september 2016 | USA                                      | 2 – 4                   | Kanada                                                                                 | Air Canada Centre                                                                 |                                                                                   |
| 20:00 UTC−4 | 20:00 UTC−4       | (1–3, 0–1, 1–0) Rapport                  | (1–3, 0–1, 1–0) Rapport | (1–3, 0–1, 1–0) Rapport                                                                | Toronto, Ontario, Kanada · Publik: 19 106 · Domare: · Eric Furlatt · Wes McCauley | Toronto, Ontario, Kanada · Publik: 19 106 · Domare: · Eric Furlatt · Wes McCauley |
| 20:00 UTC−4 | 20:00 UTC−4       | Ryan McDonagh (04:22) T.J. Oshie (57:28) | Mål                     | (05:51) Matt Duchene (06:05) Corey Perry (12:07) Matt Duchene (28:50) Patrice Bergeron | Toronto, Ontario, Kanada · Publik: 19 106 · Domare: · Eric Furlatt · Wes McCauley | Toronto, Ontario, Kanada · Publik: 19 106 · Domare: · Eric Furlatt · Wes McCauley |
| 20:00 UTC−4 | 20:00 UTC−4       |                                          |                         |                                                                                        | Toronto, Ontario, Kanada · Publik: 19 106 · Domare: · Eric Furlatt · Wes McCauley | Toronto, Ontario, Kanada · Publik: 19 106 · Domare: · Eric Furlatt · Wes McCauley |
| 20:00 UTC−4 | 20:00 UTC−4       |                                          |                         |                                                                                        | Toronto, Ontario, Kanada · Publik: 19 106 · Domare: · Eric Furlatt · Wes McCauley | Toronto, Ontario, Kanada · Publik: 19 106 · Domare: · Eric Furlatt · Wes McCauley |
| 20:00 UTC−4 | 20:00 UTC−4       |                                          |                         |                                                                                        | Toronto, Ontario, Kanada · Publik: 19 106 · Domare: · Eric Furlatt · Wes McCauley | Toronto, Ontario, Kanada · Publik: 19 106 · Domare: · Eric Furlatt · Wes McCauley |
| 20:00 UTC−4 | 20:00 UTC−4       |                                          |                         |                                                                                        | Toronto, Ontario, Kanada · Publik: 19 106 · Domare: · Eric Furlatt · Wes McCauley | Toronto, Ontario, Kanada · Publik: 19 106 · Domare: · Eric Furlatt · Wes McCauley |

|             | 21 september 2016 | Kanada                                                                                    | 4 – 1                   | Europa                  | Air Canada Centre                                                                   |                                                                                     |
| 20:00 UTC−4 | 20:00 UTC−4       | (2–0, 1–1, 1–0) Rapport                                                                   | (2–0, 1–1, 1–0) Rapport | (2–0, 1–1, 1–0) Rapport | Toronto, Ontario, Kanada · Publik: 18 926 · Domare: · Dan O'Halloran · Dan O'Rourke | Toronto, Ontario, Kanada · Publik: 18 926 · Domare: · Dan O'Halloran · Dan O'Rourke |
| 20:00 UTC−4 | 20:00 UTC−4       | Sidney Crosby (04:01) Jonathan Toews (19:05) Jonathan Toews (34:48) Logan Couture (57:33) | Mål                     | (24:38) Marián Hossa    | Toronto, Ontario, Kanada · Publik: 18 926 · Domare: · Dan O'Halloran · Dan O'Rourke | Toronto, Ontario, Kanada · Publik: 18 926 · Domare: · Dan O'Halloran · Dan O'Rourke |
| 20:00 UTC−4 | 20:00 UTC−4       |                                                                                           |                         |                         | Toronto, Ontario, Kanada · Publik: 18 926 · Domare: · Dan O'Halloran · Dan O'Rourke | Toronto, Ontario, Kanada · Publik: 18 926 · Domare: · Dan O'Halloran · Dan O'Rourke |
| 20:00 UTC−4 | 20:00 UTC−4       |                                                                                           |                         |                         | Toronto, Ontario, Kanada · Publik: 18 926 · Domare: · Dan O'Halloran · Dan O'Rourke | Toronto, Ontario, Kanada · Publik: 18 926 · Domare: · Dan O'Halloran · Dan O'Rourke |
| 20:00 UTC−4 | 20:00 UTC−4       |                                                                                           |                         |                         | Toronto, Ontario, Kanada · Publik: 18 926 · Domare: · Dan O'Halloran · Dan O'Rourke | Toronto, Ontario, Kanada · Publik: 18 926 · Domare: · Dan O'Halloran · Dan O'Rourke |
| 20:00 UTC−4 | 20:00 UTC−4       |                                                                                           |                         |                         | Toronto, Ontario, Kanada · Publik: 18 926 · Domare: · Dan O'Halloran · Dan O'Rourke | Toronto, Ontario, Kanada · Publik: 18 926 · Domare: · Dan O'Halloran · Dan O'Rourke |

|             | 22 september 2016 | Tjeckien                                                                                   | 4 – 3                   | USA                                                                              | Air Canada Centre                                                            |                                                                              |
| 20:00 UTC−4 | 20:00 UTC−4       | (1–1, 3–1, 0–1) Rapport                                                                    | (1–1, 3–1, 0–1) Rapport | (1–1, 3–1, 0–1) Rapport                                                          | Toronto, Ontario, Kanada · Publik: 11 987 · Domare: · Gord Dwyer · Chris Lee | Toronto, Ontario, Kanada · Publik: 11 987 · Domare: · Gord Dwyer · Chris Lee |
| 20:00 UTC−4 | 20:00 UTC−4       | Zbyněk Michálek (12:44) Milan Michálek (26:03) Andrej Šustr (36:50) Milan Michálek (37:29) | Mål                     | (14:28) (PP1) Joe Pavelski (34:13) Justin Abdelkader (42:22) (BP1) Ryan McDonagh | Toronto, Ontario, Kanada · Publik: 11 987 · Domare: · Gord Dwyer · Chris Lee | Toronto, Ontario, Kanada · Publik: 11 987 · Domare: · Gord Dwyer · Chris Lee |
| 20:00 UTC−4 | 20:00 UTC−4       |                                                                                            |                         |                                                                                  | Toronto, Ontario, Kanada · Publik: 11 987 · Domare: · Gord Dwyer · Chris Lee | Toronto, Ontario, Kanada · Publik: 11 987 · Domare: · Gord Dwyer · Chris Lee |
| 20:00 UTC−4 | 20:00 UTC−4       |                                                                                            |                         |                                                                                  | Toronto, Ontario, Kanada · Publik: 11 987 · Domare: · Gord Dwyer · Chris Lee | Toronto, Ontario, Kanada · Publik: 11 987 · Domare: · Gord Dwyer · Chris Lee |
| 20:00 UTC−4 | 20:00 UTC−4       |                                                                                            |                         |                                                                                  | Toronto, Ontario, Kanada · Publik: 11 987 · Domare: · Gord Dwyer · Chris Lee | Toronto, Ontario, Kanada · Publik: 11 987 · Domare: · Gord Dwyer · Chris Lee |
| 20:00 UTC−4 | 20:00 UTC−4       |                                                                                            |                         |                                                                                  | Toronto, Ontario, Kanada · Publik: 11 987 · Domare: · Gord Dwyer · Chris Lee | Toronto, Ontario, Kanada · Publik: 11 987 · Domare: · Gord Dwyer · Chris Lee |

### Grupp B
|             | S | V | F | ÖF | ROW | RW | GM | IM | P |
| ----------- | - | - | - | -- | --- | -- | -- | -- | - |
| Sverige     | 3 | 2 | 0 | 1  | 2   | 2  | 7  | 5  | 5 |
| Ryssland    | 3 | 2 | 1 | 0  | 2   | 2  | 8  | 5  | 4 |
| Nordamerika | 3 | 2 | 1 | 0  | 2   | 1  | 11 | 8  | 4 |
| Finland     | 3 | 0 | 3 | 0  | 0   | 0  | 1  | 9  | 0 |

#### Matcher
|             | 18 september 2016 | Ryssland                   | 1 – 2                   | Sverige                                               | Air Canada Centre                                                                 |                                                                                   |
| 15:00 UTC−4 | 15:00 UTC−4       | (0–0, 0–2, 1–0) Rapport    | (0–0, 0–2, 1–0) Rapport | (0–0, 0–2, 1–0) Rapport                               | Toronto, Ontario, Kanada · Publik: 18 966 · Domare: · Wes McCauley · Dan O'Rourke | Toronto, Ontario, Kanada · Publik: 18 966 · Domare: · Wes McCauley · Dan O'Rourke |
| 15:00 UTC−4 | 15:00 UTC−4       | Aleksandr Ovetjkin (59:27) | Mål                     | (30:41) (PP1) Gabriel Landeskog (32:52) Victor Hedman | Toronto, Ontario, Kanada · Publik: 18 966 · Domare: · Wes McCauley · Dan O'Rourke | Toronto, Ontario, Kanada · Publik: 18 966 · Domare: · Wes McCauley · Dan O'Rourke |
| 15:00 UTC−4 | 15:00 UTC−4       |                            |                         |                                                       | Toronto, Ontario, Kanada · Publik: 18 966 · Domare: · Wes McCauley · Dan O'Rourke | Toronto, Ontario, Kanada · Publik: 18 966 · Domare: · Wes McCauley · Dan O'Rourke |
| 15:00 UTC−4 | 15:00 UTC−4       |                            |                         |                                                       | Toronto, Ontario, Kanada · Publik: 18 966 · Domare: · Wes McCauley · Dan O'Rourke | Toronto, Ontario, Kanada · Publik: 18 966 · Domare: · Wes McCauley · Dan O'Rourke |
| 15:00 UTC−4 | 15:00 UTC−4       |                            |                         |                                                       | Toronto, Ontario, Kanada · Publik: 18 966 · Domare: · Wes McCauley · Dan O'Rourke | Toronto, Ontario, Kanada · Publik: 18 966 · Domare: · Wes McCauley · Dan O'Rourke |
| 15:00 UTC−4 | 15:00 UTC−4       |                            |                         |                                                       | Toronto, Ontario, Kanada · Publik: 18 966 · Domare: · Wes McCauley · Dan O'Rourke | Toronto, Ontario, Kanada · Publik: 18 966 · Domare: · Wes McCauley · Dan O'Rourke |

|             | 18 september 2016 | Finland                   | 1 – 4                   | Nordamerika                                                                                        | Air Canada Centre                                                                |                                                                                  |
| 20:00 UTC−4 | 20:00 UTC−4       | (0–1, 0–3, 1–0) Rapport   | (0–1, 0–3, 1–0) Rapport | (0–1, 0–3, 1–0) Rapport                                                                            | Toronto, Ontario, Kanada · Publik: 19 029 · Domare: · Dan O'Halloran · Chris Lee | Toronto, Ontario, Kanada · Publik: 19 029 · Domare: · Dan O'Halloran · Chris Lee |
| 20:00 UTC−4 | 20:00 UTC−4       | Valtteri Filppula (55:53) | Mål                     | (05:03) (PP1) Jack Eichel (25:27) Johnny Gaudreau (27:27) Jonathan Drouin (34:37) Nathan MacKinnon | Toronto, Ontario, Kanada · Publik: 19 029 · Domare: · Dan O'Halloran · Chris Lee | Toronto, Ontario, Kanada · Publik: 19 029 · Domare: · Dan O'Halloran · Chris Lee |
| 20:00 UTC−4 | 20:00 UTC−4       |                           |                         | | Toronto, Ontario, Kanada · Publik: 19 029 · Domare: · Dan O'Halloran · Chris Lee | Toronto, Ontario, Kanada · Publik: 19 029 · Domare: · Dan O'Halloran · Chris Lee |
| 20:00 UTC−4 | 20:00 UTC−4       |                           |                         | | Toronto, Ontario, Kanada · Publik: 19 029 · Domare: · Dan O'Halloran · Chris Lee | Toronto, Ontario, Kanada · Publik: 19 029 · Domare: · Dan O'Halloran · Chris Lee |
| 20:00 UTC−4 | 20:00 UTC−4       |                           |                         | | Toronto, Ontario, Kanada · Publik: 19 029 · Domare: · Dan O'Halloran · Chris Lee | Toronto, Ontario, Kanada · Publik: 19 029 · Domare: · Dan O'Halloran · Chris Lee |
| 20:00 UTC−4 | 20:00 UTC−4       |                           |                         | | Toronto, Ontario, Kanada · Publik: 19 029 · Domare: · Dan O'Halloran · Chris Lee | Toronto, Ontario, Kanada · Publik: 19 029 · Domare: · Dan O'Halloran · Chris Lee |

|             | 19 september 2016 | Nordamerika                                                                     | 3 – 4                   | Ryssland | Air Canada Centre                                                                 |                                                                                   |
| 20:00 UTC−4 | 20:00 UTC−4       | (1–0, 1–4, 1–0) Rapport                                                         | (1–0, 1–4, 1–0) Rapport | (1–0, 1–4, 1–0) Rapport                                                                                     | Toronto, Ontario, Kanada · Publik: 19 078 · Domare: · Gord Dwyer · Dan O'Halloran | Toronto, Ontario, Kanada · Publik: 19 078 · Domare: · Gord Dwyer · Dan O'Halloran |
| 20:00 UTC−4 | 20:00 UTC−4       | Auston Matthews (05:14) Morgan Rielly (37:56) Ryan Nugent-Hopkins (43:01) (PP1) | Mål                     | (29:29) Vladislav Namestnikov (30:19) Nikita Kutjerov (33:37) Jevgenij Kuznetsov (35:43) Vladimir Tarasenko | Toronto, Ontario, Kanada · Publik: 19 078 · Domare: · Gord Dwyer · Dan O'Halloran | Toronto, Ontario, Kanada · Publik: 19 078 · Domare: · Gord Dwyer · Dan O'Halloran |
| 20:00 UTC−4 | 20:00 UTC−4       |                                                                                 |                         | | Toronto, Ontario, Kanada · Publik: 19 078 · Domare: · Gord Dwyer · Dan O'Halloran | Toronto, Ontario, Kanada · Publik: 19 078 · Domare: · Gord Dwyer · Dan O'Halloran |
| 20:00 UTC−4 | 20:00 UTC−4       |                                                                                 |                         | | Toronto, Ontario, Kanada · Publik: 19 078 · Domare: · Gord Dwyer · Dan O'Halloran | Toronto, Ontario, Kanada · Publik: 19 078 · Domare: · Gord Dwyer · Dan O'Halloran |
| 20:00 UTC−4 | 20:00 UTC−4       |                                                                                 |                         | | Toronto, Ontario, Kanada · Publik: 19 078 · Domare: · Gord Dwyer · Dan O'Halloran | Toronto, Ontario, Kanada · Publik: 19 078 · Domare: · Gord Dwyer · Dan O'Halloran |
| 20:00 UTC−4 | 20:00 UTC−4       |                                                                                 |                         | | Toronto, Ontario, Kanada · Publik: 19 078 · Domare: · Gord Dwyer · Dan O'Halloran | Toronto, Ontario, Kanada · Publik: 19 078 · Domare: · Gord Dwyer · Dan O'Halloran |

|             | 20 september 2016 | Finland                 | 0 – 2                   | Sverige                                      | Air Canada Centre                                                              |                                                                                |
| 15:00 UTC−4 | 15:00 UTC−4       | (0–0, 0–1, 0–1) Rapport | (0–0, 0–1, 0–1) Rapport | (0–0, 0–1, 0–1) Rapport                      | Toronto, Ontario, Kanada · Publik: 11 604 · Domare: · Chris Lee · Dan O'Rourke | Toronto, Ontario, Kanada · Publik: 11 604 · Domare: · Chris Lee · Dan O'Rourke |
| 15:00 UTC−4 | 15:00 UTC−4       |                         | Mål                     | (29:57) Anton Strålman (59:57) Loui Eriksson | Toronto, Ontario, Kanada · Publik: 11 604 · Domare: · Chris Lee · Dan O'Rourke | Toronto, Ontario, Kanada · Publik: 11 604 · Domare: · Chris Lee · Dan O'Rourke |
| 15:00 UTC−4 | 15:00 UTC−4       |                         |                         |                                              | Toronto, Ontario, Kanada · Publik: 11 604 · Domare: · Chris Lee · Dan O'Rourke | Toronto, Ontario, Kanada · Publik: 11 604 · Domare: · Chris Lee · Dan O'Rourke |
| 15:00 UTC−4 | 15:00 UTC−4       |                         |                         |                                              | Toronto, Ontario, Kanada · Publik: 11 604 · Domare: · Chris Lee · Dan O'Rourke | Toronto, Ontario, Kanada · Publik: 11 604 · Domare: · Chris Lee · Dan O'Rourke |
| 15:00 UTC−4 | 15:00 UTC−4       |                         |                         |                                              | Toronto, Ontario, Kanada · Publik: 11 604 · Domare: · Chris Lee · Dan O'Rourke | Toronto, Ontario, Kanada · Publik: 11 604 · Domare: · Chris Lee · Dan O'Rourke |
| 15:00 UTC−4 | 15:00 UTC−4       |                         |                         |                                              | Toronto, Ontario, Kanada · Publik: 11 604 · Domare: · Chris Lee · Dan O'Rourke | Toronto, Ontario, Kanada · Publik: 11 604 · Domare: · Chris Lee · Dan O'Rourke |

|             | 21 september 2016 | Nordamerika                                                                                       | 00004 – 3 (e.fl.)            | Sverige                                                                  | Air Canada Centre                                                                   |                                                                                     |
| 15:00 UTC−4 | 15:00 UTC−4       | (3–2, 0–0, 0–1, 1–0) Rapport                                                                      | (3–2, 0–0, 0–1, 1–0) Rapport | (3–2, 0–0, 0–1, 1–0) Rapport                                             | Toronto, Ontario, Kanada · Publik: 19 104 · Domare: · Kelly Sutherland · Gord Dwyer | Toronto, Ontario, Kanada · Publik: 19 104 · Domare: · Kelly Sutherland · Gord Dwyer |
| 15:00 UTC−4 | 15:00 UTC−4       | Auston Matthews (00:30) Vincent Trocheck (01:35) Johnny Gaudreau (13:57) Nathan MacKinnon (64:11) | Mål                          | (08:24) Filip Forsberg (16:28) Nicklas Bäckström (46:50) Patrik Berglund | Toronto, Ontario, Kanada · Publik: 19 104 · Domare: · Kelly Sutherland · Gord Dwyer | Toronto, Ontario, Kanada · Publik: 19 104 · Domare: · Kelly Sutherland · Gord Dwyer |
| 15:00 UTC−4 | 15:00 UTC−4       |                                                                                                   |                              |                                                                          | Toronto, Ontario, Kanada · Publik: 19 104 · Domare: · Kelly Sutherland · Gord Dwyer | Toronto, Ontario, Kanada · Publik: 19 104 · Domare: · Kelly Sutherland · Gord Dwyer |
| 15:00 UTC−4 | 15:00 UTC−4       |                                                                                                   |                              |                                                                          | Toronto, Ontario, Kanada · Publik: 19 104 · Domare: · Kelly Sutherland · Gord Dwyer | Toronto, Ontario, Kanada · Publik: 19 104 · Domare: · Kelly Sutherland · Gord Dwyer |
| 15:00 UTC−4 | 15:00 UTC−4       |                                                                                                   |                              |                                                                          | Toronto, Ontario, Kanada · Publik: 19 104 · Domare: · Kelly Sutherland · Gord Dwyer | Toronto, Ontario, Kanada · Publik: 19 104 · Domare: · Kelly Sutherland · Gord Dwyer |
| 15:00 UTC−4 | 15:00 UTC−4       |                                                                                                   |                              |                                                                          | Toronto, Ontario, Kanada · Publik: 19 104 · Domare: · Kelly Sutherland · Gord Dwyer | Toronto, Ontario, Kanada · Publik: 19 104 · Domare: · Kelly Sutherland · Gord Dwyer |

|             | 22 september 2016 | Ryssland                                                                | 3 – 0                   | Finland                 | Air Canada Centre                                                                 |                                                                                   |
| 15:00 UTC−4 | 15:00 UTC−4       | (0–0, 2–0, 1–0) Rapport                                                 | (0–0, 2–0, 1–0) Rapport | (0–0, 2–0, 1–0) Rapport | Toronto, Ontario, Kanada · Publik: 12 098 · Domare: · Eric Furlatt · Wes McCauley | Toronto, Ontario, Kanada · Publik: 12 098 · Domare: · Eric Furlatt · Wes McCauley |
| 15:00 UTC−4 | 15:00 UTC−4       | Vladimir Tarasenko (23:42) Ivan Telegin (25:01) Jevgenij Malkin (43:39) | Mål                     |                         | Toronto, Ontario, Kanada · Publik: 12 098 · Domare: · Eric Furlatt · Wes McCauley | Toronto, Ontario, Kanada · Publik: 12 098 · Domare: · Eric Furlatt · Wes McCauley |
| 15:00 UTC−4 | 15:00 UTC−4       |                                                                         |                         |                         | Toronto, Ontario, Kanada · Publik: 12 098 · Domare: · Eric Furlatt · Wes McCauley | Toronto, Ontario, Kanada · Publik: 12 098 · Domare: · Eric Furlatt · Wes McCauley |
| 15:00 UTC−4 | 15:00 UTC−4       |                                                                         |                         |                         | Toronto, Ontario, Kanada · Publik: 12 098 · Domare: · Eric Furlatt · Wes McCauley | Toronto, Ontario, Kanada · Publik: 12 098 · Domare: · Eric Furlatt · Wes McCauley |
| 15:00 UTC−4 | 15:00 UTC−4       |                                                                         |                         |                         | Toronto, Ontario, Kanada · Publik: 12 098 · Domare: · Eric Furlatt · Wes McCauley | Toronto, Ontario, Kanada · Publik: 12 098 · Domare: · Eric Furlatt · Wes McCauley |
| 15:00 UTC−4 | 15:00 UTC−4       |                                                                         |                         |                         | Toronto, Ontario, Kanada · Publik: 12 098 · Domare: · Eric Furlatt · Wes McCauley | Toronto, Ontario, Kanada · Publik: 12 098 · Domare: · Eric Furlatt · Wes McCauley |

## Finalomgång
|  | Semifinaler       | Semifinaler |   |  | Final                       | Final |  |
|  |                   |             |   |  |                             |       |  |
|  | 24 september 2016 |             |   |  |                             |       |  |
|  | Kanada            | 5           |   |  |                             |       |  |
|  | Ryssland          | 3           |   |  |                             |       |  |
|  |                   |             |   |  |                             |       |  |
|  |                   |             |   |  | 27 september-1 oktober 2016 |       |  |
|  |                   |             |   |  | Kanada                      | 2     |  |
|  |                   | Europa      | 0 |  |                             |       |  |
|  |                   |             |   |  |                             |       |  |
|  |                   |             |   |  |                             |       |  |
|  |                   |             |   |  |                             |       |  |
|  | 25 september 2016 |             |   |  |                             |       |  |
|  | Sverige           | 2           |   |  |                             |       |  |
|  | Europa (e.fl.)    | 3           |   |  |                             |       |  |

### Semifinaler
|             | 24 september 2016 | Kanada | 5 – 3                   | Ryssland                                                                   | Air Canada Centre                                                                     |                                                                                       |
| 19:00 UTC−4 | 19:00 UTC−4       | (1–0, 1–2, 3–1) Rapport                                                                                    | (1–0, 1–2, 3–1) Rapport | (1–0, 1–2, 3–1) Rapport                                                    | Toronto, Ontario, Kanada · Publik: 19 021 · Domare: · Kelly Sutherland · Wes McCauley | Toronto, Ontario, Kanada · Publik: 19 021 · Domare: · Kelly Sutherland · Wes McCauley |
| 19:00 UTC−4 | 19:00 UTC−4       | Sidney Crosby (07:40) Brad Marchand (37:36) Brad Marchand (41:16) Corey Perry (45:48) John Tavares (49:22) | Mål                     | (28:47) Nikita Kutjerov (36:24) Jevgenij Kuznetsov (59:53) Artemij Panarin | Toronto, Ontario, Kanada · Publik: 19 021 · Domare: · Kelly Sutherland · Wes McCauley | Toronto, Ontario, Kanada · Publik: 19 021 · Domare: · Kelly Sutherland · Wes McCauley |
| 19:00 UTC−4 | 19:00 UTC−4       | |                         |                                                                            | Toronto, Ontario, Kanada · Publik: 19 021 · Domare: · Kelly Sutherland · Wes McCauley | Toronto, Ontario, Kanada · Publik: 19 021 · Domare: · Kelly Sutherland · Wes McCauley |
| 19:00 UTC−4 | 19:00 UTC−4       | |                         |                                                                            | Toronto, Ontario, Kanada · Publik: 19 021 · Domare: · Kelly Sutherland · Wes McCauley | Toronto, Ontario, Kanada · Publik: 19 021 · Domare: · Kelly Sutherland · Wes McCauley |
| 19:00 UTC−4 | 19:00 UTC−4       | |                         |                                                                            | Toronto, Ontario, Kanada · Publik: 19 021 · Domare: · Kelly Sutherland · Wes McCauley | Toronto, Ontario, Kanada · Publik: 19 021 · Domare: · Kelly Sutherland · Wes McCauley |
| 19:00 UTC−4 | 19:00 UTC−4       | |                         |                                                                            | Toronto, Ontario, Kanada · Publik: 19 021 · Domare: · Kelly Sutherland · Wes McCauley | Toronto, Ontario, Kanada · Publik: 19 021 · Domare: · Kelly Sutherland · Wes McCauley |

|             | 25 september 2016 | Sverige                                         | 00002 – 3 (e.fl.)            | Europa                                                         | Air Canada Centre                                                                   |                                                                                     |
| 13:00 UTC−4 | 13:00 UTC−4       | (0–0, 1–1, 1–1, 0–1) Rapport                    | (0–0, 1–1, 1–1, 0–1) Rapport | (0–0, 1–1, 1–1, 0–1) Rapport                                   | Toronto, Ontario, Kanada · Publik: 12 595 · Domare: · Dan O'Halloran · Dan O'Rourke | Toronto, Ontario, Kanada · Publik: 12 595 · Domare: · Dan O'Halloran · Dan O'Rourke |
| 13:00 UTC−4 | 13:00 UTC−4       | Nicklas Bäckström (22:31) Erik Karlsson (55:28) | Mål                          | (36:27) Marián Gáborík (40:12) Tomáš Tatar (63:43) Tomáš Tatar | Toronto, Ontario, Kanada · Publik: 12 595 · Domare: · Dan O'Halloran · Dan O'Rourke | Toronto, Ontario, Kanada · Publik: 12 595 · Domare: · Dan O'Halloran · Dan O'Rourke |
| 13:00 UTC−4 | 13:00 UTC−4       |                                                 |                              |                                                                | Toronto, Ontario, Kanada · Publik: 12 595 · Domare: · Dan O'Halloran · Dan O'Rourke | Toronto, Ontario, Kanada · Publik: 12 595 · Domare: · Dan O'Halloran · Dan O'Rourke |
| 13:00 UTC−4 | 13:00 UTC−4       |                                                 |                              |                                                                | Toronto, Ontario, Kanada · Publik: 12 595 · Domare: · Dan O'Halloran · Dan O'Rourke | Toronto, Ontario, Kanada · Publik: 12 595 · Domare: · Dan O'Halloran · Dan O'Rourke |
| 13:00 UTC−4 | 13:00 UTC−4       |                                                 |                              |                                                                | Toronto, Ontario, Kanada · Publik: 12 595 · Domare: · Dan O'Halloran · Dan O'Rourke | Toronto, Ontario, Kanada · Publik: 12 595 · Domare: · Dan O'Halloran · Dan O'Rourke |
| 13:00 UTC−4 | 13:00 UTC−4       |                                                 |                              |                                                                | Toronto, Ontario, Kanada · Publik: 12 595 · Domare: · Dan O'Halloran · Dan O'Rourke | Toronto, Ontario, Kanada · Publik: 12 595 · Domare: · Dan O'Halloran · Dan O'Rourke |

### Final
Finalen spelades i bäst av tre matcher.
|       | 27 september 2016 | Kanada                                                                | 3 – 1                   | Europa                  | Air Canada Centre                                                                     |                                                                                       |
| 20:00 | 20:00             | (2–0, 0–1, 1–0) Rapport                                               | (2–0, 0–1, 1–0) Rapport | (2–0, 0–1, 1–0) Rapport | Toronto, Ontario, Kanada · Publik: 18 377 · Domare: · Wes McCauley · Kelly Sutherland | Toronto, Ontario, Kanada · Publik: 18 377 · Domare: · Wes McCauley · Kelly Sutherland |
| 20:00 | 20:00             | Brad Marchand (02:33) Steven Stamkos (13:20) Patrice Bergeron (49:24) | Mål                     | (27:00) Tomáš Tatar     | Toronto, Ontario, Kanada · Publik: 18 377 · Domare: · Wes McCauley · Kelly Sutherland | Toronto, Ontario, Kanada · Publik: 18 377 · Domare: · Wes McCauley · Kelly Sutherland |
| 20:00 | 20:00             |                                                                       |                         |                         | Toronto, Ontario, Kanada · Publik: 18 377 · Domare: · Wes McCauley · Kelly Sutherland | Toronto, Ontario, Kanada · Publik: 18 377 · Domare: · Wes McCauley · Kelly Sutherland |
| 20:00 | 20:00             |                                                                       |                         |                         | Toronto, Ontario, Kanada · Publik: 18 377 · Domare: · Wes McCauley · Kelly Sutherland | Toronto, Ontario, Kanada · Publik: 18 377 · Domare: · Wes McCauley · Kelly Sutherland |
| 20:00 | 20:00             |                                                                       |                         |                         | Toronto, Ontario, Kanada · Publik: 18 377 · Domare: · Wes McCauley · Kelly Sutherland | Toronto, Ontario, Kanada · Publik: 18 377 · Domare: · Wes McCauley · Kelly Sutherland |
| 20:00 | 20:00             |                                                                       |                         |                         | Toronto, Ontario, Kanada · Publik: 18 377 · Domare: · Wes McCauley · Kelly Sutherland | Toronto, Ontario, Kanada · Publik: 18 377 · Domare: · Wes McCauley · Kelly Sutherland |

|       | 29 september 2016 | Europa                  | 1 – 2                   | Kanada                                                     | Air Canada Centre                                                                   |                                                                                     |
| 20:00 | 20:00             | (1–0, 0–0, 0–2) Rapport | (1–0, 0–0, 0–2) Rapport | (1–0, 0–0, 0–2) Rapport                                    | Toronto, Ontario, Kanada · Publik: 19 080 · Domare: · Dan O'Halloran · Dan O'Rourke | Toronto, Ontario, Kanada · Publik: 19 080 · Domare: · Dan O'Halloran · Dan O'Rourke |
| 20:00 | 20:00             | Zdeno Chára (06:26)     | Mål                     | (57:07) (PP1) Patrice Bergeron (59:16) (BP1) Brad Marchand | Toronto, Ontario, Kanada · Publik: 19 080 · Domare: · Dan O'Halloran · Dan O'Rourke | Toronto, Ontario, Kanada · Publik: 19 080 · Domare: · Dan O'Halloran · Dan O'Rourke |
| 20:00 | 20:00             |                         |                         |                                                            | Toronto, Ontario, Kanada · Publik: 19 080 · Domare: · Dan O'Halloran · Dan O'Rourke | Toronto, Ontario, Kanada · Publik: 19 080 · Domare: · Dan O'Halloran · Dan O'Rourke |
| 20:00 | 20:00             |                         |                         |                                                            | Toronto, Ontario, Kanada · Publik: 19 080 · Domare: · Dan O'Halloran · Dan O'Rourke | Toronto, Ontario, Kanada · Publik: 19 080 · Domare: · Dan O'Halloran · Dan O'Rourke |
| 20:00 | 20:00             |                         |                         |                                                            | Toronto, Ontario, Kanada · Publik: 19 080 · Domare: · Dan O'Halloran · Dan O'Rourke | Toronto, Ontario, Kanada · Publik: 19 080 · Domare: · Dan O'Halloran · Dan O'Rourke |
| 20:00 | 20:00             |                         |                         |                                                            | Toronto, Ontario, Kanada · Publik: 19 080 · Domare: · Dan O'Halloran · Dan O'Rourke | Toronto, Ontario, Kanada · Publik: 19 080 · Domare: · Dan O'Halloran · Dan O'Rourke |

## Ranking och statistik

### Sluttabell
| 1 | Kanada      |
| 2 | Europa      |
| 3 | Sverige     |
| 4 | Ryssland    |
| 5 | Nordamerika |
| 6 | Tjeckien    |
| 7 | USA         |
| 8 | Finland     |

### Poängliga
Listan är sorterad på mest poäng, sedan mest mål.
| Spelare           | Lag         | GP | G | A | Pts | +/- |
| ----------------- | ----------- | -- | - | - | --- | --- |
| Sidney Crosby     | Kanada      | 6  | 3 | 7 | 10  | 8   |
| Brad Marchand     | Kanada      | 6  | 5 | 3 | 8   | 5   |
| Patrice Bergeron  | Kanada      | 6  | 3 | 4 | 7   | 4   |
| Jonathan Toews    | Kanada      | 6  | 3 | 2 | 5   | 6   |
| Johnny Gaudreau   | Nordamerika | 3  | 2 | 2 | 4   | 2   |
| Nicklas Bäckström | Sverige     | 4  | 2 | 2 | 4   | 3   |
| Matt Duchene      | Kanada      | 6  | 2 | 2 | 4   | 3   |
| Erik Karlsson     | Sverige     | 4  | 1 | 3 | 4   | 2   |
| Logan Couture     | Kanada      | 6  | 1 | 3 | 4   | 3   |
| John Tavares      | Kanada      | 6  | 1 | 3 | 4   | 2   |
| Mats Zuccarello   | Europa      | 6  | 1 | 3 | 4   | 2   |

### Målvaktsligan
| Målvakt          | Lag         | GP | W | GA | GAA  | SVS%  | SO | MIP |
| ---------------- | ----------- | -- | - | -- | ---- | ----- | -- | --- |
| Carey Price      | Kanada      | 5  | 5 | 7  | 1.40 | 0.957 | 1  | 300 |
| Jaroslav Halák   | Europa      | 6  | 3 | 13 | 2.15 | 0.941 | 1  | 362 |
| Henrik Lundqvist | Sverige     | 3  | 1 | 7  | 2.25 | 0.940 | 1  | 187 |
| John Gibson      | Nordamerika | 2  | 1 | 3  | 2.09 | 0.932 | 0  | 86  |
| Sergei Bobrovsky | Ryssland    | 4  | 2 | 10 | 2.53 | 0.930 | 1  | 237 |
| Petr Mrázek      | Tjeckien    | 2  | 1 | 6  | 2.98 | 0.925 | 1  | 121 |
| Tuukka Rask      | Finland     | 2  | 0 | 4  | 2.02 | 0.920 | 0  | 119 |

### Fotnoter
1. ↑  ”Scores & Schedule”. Arkiverad från originalet den 11 oktober 2016. https://web.archive.org/web/20161011122916/https://www.wch2016.com/scores-schedule. Läst 17 september 2016.
2. ↑  ”Standings World Cup of Hockey”. Arkiverad från originalet den 16 september 2016. https://web.archive.org/web/20160916002044/http://ice.wch2016.com/standings. Läst 17 september 2016.